# Eisenbahnunfall von Brühl
Der Eisenbahnunfall von Brühl ereignete sich in der ersten Stunde des Sonntags, 6. Februar 2000, im Bahnhof Brühl (Rheinland) auf der linken Rheinstrecke. Der von der Lok 101 092 gezogene D 203 Schweiz-Express von Amsterdam Centraal nach Basel SBB fuhr mit überhöhter Geschwindigkeit über eine in abzweigender Lage liegende Weiche und entgleiste. Dabei kamen neun Fahrgäste ums Leben.

## Vorgeschichte

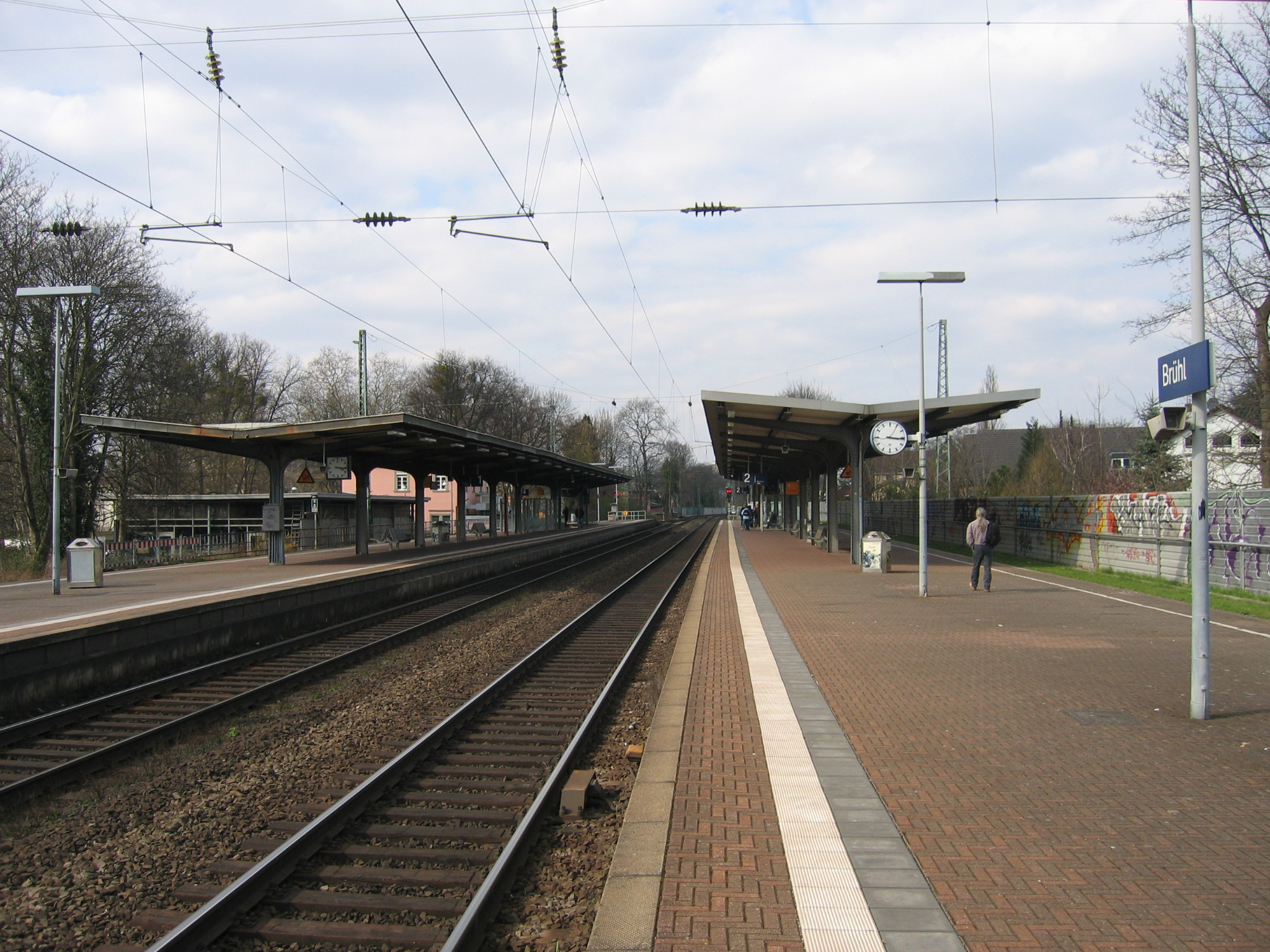
Im Bahnhof Brühl wurde nach dem Unfall das Gleis 3, an dem sich der Unfall ereignete, abgebaut. An dessen früherer Stelle erhebt sich in Blickrichtung Norden ganz rechts die Schallschutzmauer.

Der Bahnhof Brühl besteht aus zwei Bahnhofsteilen, dem Güter- und dem rund zwei Kilometer entfernten Personenbahnhof. Züge, die wie der verunfallte Zug von Köln nach Bonn fahren, durchfahren zuerst den Güterbahnhof und dann den Personenbahnhof.
In der Unfallnacht war im Güterbahnhof Brühl das durchgehende Hauptgleis (Gleis 1) der Fahrtrichtung Bonn wegen Arbeiten gesperrt. Die Züge mussten deshalb im Bahnhof das linke Gleis befahren.
Da im Güterbahnhof Brühl vor der Baustelle keine Überleitung vom rechten auf das linke Gleis möglich ist, musste der Zug bereits am davorliegenden Bahnhof Hürth-Kalscheuren auf das Gegengleis geleitet werden. Das Gleis zwischen Hürth-Kalscheuren und Brühl Güterbahnhof ist signaltechnisch für den Gleiswechselbetrieb ausgestattet, sodass dort ebenfalls mit Streckengeschwindigkeit gefahren werden kann.
Die signaltechnische Ausrüstung im Bahnhof Brühl ermöglichte die Durchfahrt im linken durchgehenden Hauptgleis (Gleis 2) jedoch nicht, da kein Zwischensignal zwischen Güter- und Personenbahnhof vorhanden war. Da folglich auch in der Stellwerkslogik keine Fahrstraße für diesen Fahrweg vorhanden war, musste dieser „von Hand“ gesichert und die Zugfahrt durch Ersatzsignal zugelassen werden. Diese Vorgehensweise war in der Bau- und Betriebsanweisung (Betra) für diese Baumaßnahme vorgesehen.
Nach Vorbeifahrt an einem Einfahrsignal als Zugfahrt mit besonderem Auftrag (z. B. Ersatzsignal, schriftlicher Befehl) muss mit höchstens 40 km/h gefahren werden, bis der Zug vollständig am nächsten Hauptsignal vorbeigefahren ist.
Zum Schutz der benachbarten Baustelle war auf diesem Gleis eine Langsamfahrstelle 120 km/h eingerichtet, Züge in Richtung Bonn durften aber aufgrund der beschriebenen Signalisierung nur mit 40 km/h fahren. Im Verzeichnis der Langsamfahrstellen (La), das der Triebfahrzeugführer während der Fahrt vor sich liegen hat, war die Beschränkung für die Fahrtrichtung des Unfallzuges von Streckenkilometer 13,5 bis Streckenkilometer 13,6 wie folgt angegeben:
- für die Dauer der Bauarbeiten auf dem rechten Gleis: 120 km/h auf dem linken Gleis (irritierender Eintrag, da nur 40 km/h aufgrund des Ersatzsignals erlaubt)
- für die Zeit nach den Bauarbeiten: 90 km/h auf dem rechten Gleis

Es konnte nicht endgültig geklärt werden, ob bereits zum Zeitpunkt des Unfalls kurz hinter dem Einfahrsignal von Brühl Güterbahnhof rechts neben dem linken Gleis eine Langsamfahrscheibe stand. Diese Langsamfahrscheibe wurde später dort aufgefunden, eventuell aber auch erst nach dem Unfall aufgestellt. Sie trug aber nicht die Kennziffer 12, sondern die Kennziffer 9 (90 km/h). Offenbar war sie schon für die Zeit nach den Bauarbeiten aufgestellt worden und sollte dann für das rechte Gleis gelten. In diesem Falle hätte sie aber normalerweise rechts neben dem rechten Gleis stehen müssen. Da dort wegen Weichen und anderer Signale Platzmangel herrschte, durfte sie auch links vom rechten Gleis, also rechts vom linken Gleis stehen – mit einer Zuordnungstafel hätte aber angezeigt werden müssen, dass sie für das rechte Gleis gilt, da im Bahnhof Signale grundsätzlich rechts von dem Gleis stehen, für das sie gelten.
Trotzdem gilt, dass der Triebfahrzeugführer laut Fahrdienstvorschrift bei mehreren unterschiedlichen Angaben immer die höhere Sicherheit, also die niedrigere Geschwindigkeit zu wählen hat.
Dies war gerade in diesem Fall sehr wichtig, da die Durchfahrt im Bahnhofsteil Personenbahnhof auf dem linken durchgehenden Hauptgleis ebenfalls nicht möglich war, weil an Gleis 2 in dieser Fahrtrichtung auch kein Ausfahrsignal vorhanden war. Deshalb mussten die Züge, um eine signalisierte Ausfahrt zu ermöglichen, über Gleis 3 geführt werden, was zur Folge hatte, dass ca. zwei Kilometer nach dem Einfahrsignal die Weiche 48 abzweigend nach links befahren werden musste.

## Unfallhergang
Bei der Einfahrt in den Bahnhof Hürth-Kalscheuren wurde dem Triebfahrzeugführer an einem Vorsignal angezeigt, dass das Ausfahrsignal den Hauptsignalbegriff Hp 2 (Langsamfahrt) anzeigen würde. Der Triebfahrzeugführer bestätigte über das System der Punktförmigen Zugbeeinflussung (PZB), dieses Vorsignal erkannt zu haben, bremste und wechselte mit der vorschriftsmäßig gesenkten Geschwindigkeit vom rechten auf das linke Gleis. Das Signal Hp 2 an einem Ausfahrsignal gilt, bis der letzte Wagen des Zuges den anschließenden Weichenbereich geräumt hat, anschließend die Fahrplangeschwindigkeit. Als auch der letzte Wagen seines Zuges die Weichen passiert hatte, durfte der Triebfahrzeugführer somit wieder auf die für seinen Zug zulässige Geschwindigkeit beschleunigen. Die zulässige Geschwindigkeit für den D 203 betrug an diesem Tag 130 km/h, da das zu geringe Bremsvermögen des Zuges eine Herabsetzung der ursprünglich vorgesehenen Geschwindigkeit von 140 km/h erforderlich machte. Die zulässige Streckengeschwindigkeit zwischen Hürth-Kalscheuren und Brühl beträgt auf beiden Gleisen 160 km/h.
Das Einfahrvorsignal des Bahnhofs Brühl zeigte 1000 m vor dem Einfahrsignal das Signalbild Vr 0 (Halt erwarten). Der Triebfahrzeugführer bestätigte das Erkennen dieses Vorsignals abermals und leitete eine Bremsung ein. Als er sich dem Einfahrsignal näherte, blieb dieses auf Hp 0 (Halt). Nachdem die Fahrdienstleiterin alle Weichen im Bahnhof Brühl entsprechend gestellt und die Weichenlaufkette gesperrt hatte, ließ sie die Einfahrt in den Bahnhof Brühl mit Ersatzsignal zu, da wie oben beschrieben für diesen Fahrweg keine Fahrstraße hinterlegt und das auf Fahrt stellen des Einfahrsignals somit nicht möglich war.
Der Triebfahrzeugführer fuhr regelkonform mit 40 km/h in den Bahnhofsteil Brühl Güterbahnhof ein, um dann nach etwa einem Kilometer in Höhe des Baustellenbereiches zunächst auf 90 km/h und dann weiter auf 120 km/h zu beschleunigen, obwohl er nach obiger Ausführung die 40 km/h bis zum nächsten Hauptsignal hätte beibehalten müssen.
Der Zug entgleiste etwa zwei Kilometer nach dem Ersatzsignal um 00:13 Uhr an der im Personenbahnhof Brühl gelegenen Weiche 48, die ihn von Gleis 2 auf Gleis 3 führen sollte, mit einer Geschwindigkeit von 122 km/h. Die Weiche durfte in abzweigender Stellung mit einer Geschwindigkeit von bis zu 40 km/h befahren werden (nach der Weichengrundform hätten es 50 km/h sein dürfen).
Anschließend fuhr der vordere Teil des Zuges über eine Böschung und an einer Gruppe dickstämmiger Bäume vorbei. Die Lokomotive drückte die Wand eines der nahegelegenen Einfamilienhäuser ein. Die nachfolgenden Wagen wurden zum Teil mitgerissen und dabei zerstört, andere stellten sich im Bahnhof quer und wurden gegen den Pfeiler der Bahnsteigüberdachung gedrückt. Von den 201 Reisenden des Zuges starben bei dem Unfall neun Menschen, 149 weitere wurden verletzt.
Der Unfall betraf die 84 t schwere Lok und neun vierachsige Wagen. Die vorderen fünf (oder sechs) waren rot-weiß lackiert, die nächsten zwei Wagen dunkelblau. Der 3. und 4. Wagen knickten in der Mitte um etwa 45° durch Aufprall auf den Pfeiler der Überdachung jenes Bahnsteigs, vor dem die Weiche den Zug nach links abgelenkt hatte. Der 5. Wagen kam nach links auf die Seite gekippt zum Stillstand, nachdem er sich bis auf die Höhe des 2. Wagens vorgeschoben hatte. Vier Wagen blieben nur wenige Meter von den Wohnhäusern entfernt liegen. Nur der letzte Wagen blieb noch am oder im Gleis.
Zumindest ein Teil der Wagen wurden durch Brennschneiden in den Gärten zerteilt und stückweise mit bis mitunter über die Hausdächer reichenden Mobilkränen verkrant. Für die Lok wurden schwere Eisenplatten verlegt, um sie zum Abschluss der Bergung – etwa am 6. Tag – Richtung Gleis zurückzuziehen.

## Rettungs- und Bergungsmaßnahmen

### Rettungsmaßnahmen
Die ersten Helfer am Unfallort waren die Anwohner der direkt an der Bahnstrecke gelegenen Straße Am Inselweiher, die durch den Unfall geweckt worden waren. Sie halfen vor allem den nicht oder nur leicht verletzten Reisenden, die, aus dem Schlaf gerissen, in der Dunkelheit herumirrten. Bereits fünf Minuten nach dem Unfall waren erste Einsatzkräfte der örtlichen Freiwilligen Feuerwehr vor Ort und begannen mit der Bergung und Versorgung der verletzten Passagiere, unter ihnen der nur leicht verletzte Triebfahrzeugführer, der mit einem Schock in die psychiatrische Abteilung des Marienhospitals in Euskirchen eingeliefert wurde.
Der damalige leitende Notarzt des Erftkreises erreichte die Unfallstelle um 00:28 Uhr, etwa fünfzehn Minuten nach der Entgleisung. Unter seiner Leitung wurde die Bahnhofsgaststätte Brauhaus am Schloss als provisorische Verletztensammelstelle für die Erstversorgung eingerichtet. Direkt nach dem Unfall kamen rund 20 Ärzte, zum Teil alarmierte Notärzte aus der Region, zum Teil Ärzte aus Brühl, zum Unfallort. Bis zum Nachmittag des Unfalltages waren etwa 200 Feuerwehrleute und 300 Polizisten im Einsatz, dazu kamen weitere 70 Helfer des THW, die vor allem die dringend benötigte Beleuchtung sowie die Stromversorgung sicherstellten. Es lag kein Schnee, doch im Gelände war es zu zweit schwierig, die Krankentragen zu bewegen. 13- und 14-jährige Angehörige einer Jugendgruppe einer Hilfsorganisation halfen in der Not beim Tragen zu viert, wurden jedoch nach kurzer Zeit mit Rücksicht auf ihr junges Alter wieder freigestellt.
Den Einsatzkräften kam zugute, dass rund eineinhalb Jahre vor dem Unfall eine Übung mit einem ähnlichen Szenario durchgeführt worden war, auf deren Erfahrungen die Einsatzkräfte zurückgreifen konnten. So verliefen die Rettungsarbeiten trotz der unübersichtlichen Situation routiniert. Problematisch war die Tatsache, dass die etwa 300 Passagiere aus 15 verschiedenen Ländern, vorwiegend England, Japan und Neuseeland, stammten, was eine Kommunikation mit den Verletzten erschwerte. Dazu kam noch lange die Unklarheit, wie viele der 22 vermissten Fahrgäste ihren Weg auf eigene Faust fortgesetzt hatten. Die Befürchtung, noch weitere Todesopfer in den zerstörten Waggons zu finden, bewahrheitete sich jedoch nicht.
Viele der Opfer waren in den Personenwagen eingeklemmt, daher kamen die Rettungsarbeiten nur langsam voran. Die Waggons mussten erst vorsichtig angehoben werden, um die Verletzten zu erreichen, die zum Teil für mehrere Stunden eingeklemmt waren. Die letzten Schwerverletzten wurden rund zweieinhalb Stunden nach dem Unfall aus den Trümmern befreit. Die Bergung der letzten Toten konnte erst am nächsten Tag erfolgen, nachdem die Waggons angehoben werden konnten.
Insgesamt waren etwa 850 Rettungskräfte im Einsatz. Neun Passagiere verloren ihr Leben, zehn Personen erlitten schwerste, 42 Personen schwere und 44 Personen leichte Verletzungen. Es kam zu Beinamputationen. Der Lokführer blieb körperlich unverletzt, erlitt jedoch einen schweren psychischen Schock. Im nachfolgenden Wagen und einem jener Wagen, die auf die Säule der Bahnsteigüberdachung aufprallten, kam es jeweils zu mehreren Todesfällen. Kein Anwohner, auch kein im beschädigten Haus anwesender, wurde verletzt.
Da viele unverletzt Gebliebene samt Gepäck davongingen und weiterreisten, konnte die genaue Anzahl an Mitreisenden nicht ermittelt werden.

### Bergung

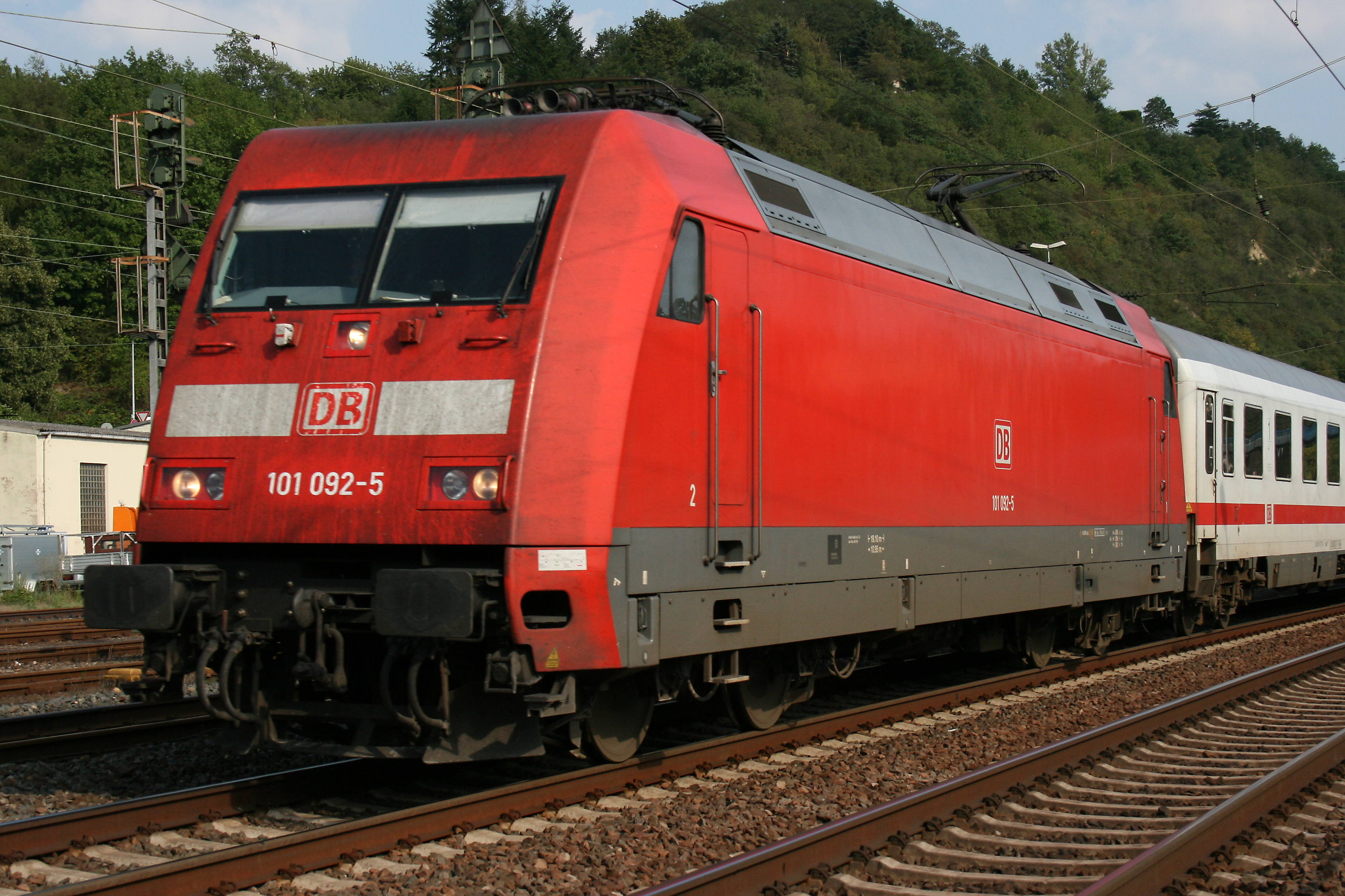
Unter derselben Nummer wie bei der verunfallten Lokomotive befindet sich seit dem 4. Dezember 2002 ein Ersatzbau im Einsatz. Auf diesem Bild ist die Lok vor einem InterCity bei Linz am Rhein zu sehen.

Nach der Rettung der Verletzten begann die Bergung der zerstörten Wagen sowie des Triebfahrzeugs, um die vielbefahrene Strecke wieder befahrbar zu machen. Die Bergung der Wagen dauerte bis Dienstag, den 8. Februar, die Bergung des 84 Tonnen schweren Triebfahrzeugs, das sich in die Mauer eines angrenzenden Hauses gebohrt hatte, war schwieriger: Erste Pläne, die Lokomotive direkt vor Ort zu zerlegen, wurden verworfen; stattdessen wurden die Gärten soweit gerodet und mit Stahlplatten befestigt, dass die Lok mit zwei Kranen herausgezogen werden konnte. Die Bergungsmaßnahmen lockten im Laufe des Sonntags, 6. Februar, viele Schaulustige an, die von der Polizei vom Betreten der Unfallstelle abgehalten werden mussten. Insgesamt zog sich die Bergung bis Donnerstag, dem 10. Februar, hin. Obwohl das betroffene Haus stabilisiert werden konnte, musste es später abgerissen und neu errichtet werden.
Zum Zeitpunkt des Unfalls war die seit dem 10. Juni 1998 im Einsatz befindliche Lokomotive 101 092I (Fabriknummer 33202-1998) seit rund 20 Monaten im Einsatz der DB. Die Maschine wurde zerlegt, Rahmen und Lokkasten wurden verschrottet. Die DB beschloss Ende Mai 2001 den Neuaufbau der Lokomotive. Vom ursprünglichen Triebfahrzeug konnten einige Bauteile in 101 092II weiterverwendet werden. Das Fahrzeug befand sich seit dem 4. Dezember 2002 im planmäßigen Einsatz. Das Ausscheiden aus dem Betriebsbestand und die anschließende Überstellung zur Verschrottung erfolgte im Jahr 2021.
Der niederländische Liegewagen 51 84 50-30 003-4, ein 1994 von der DB erworbener Wagen des DB-Typ Bcm 246, wurde dagegen völlig zerstört und durch ein baugleiches Fahrzeug aus dem zu dieser Zeit ohnehin zur Abstellung anstehenden Bestand der DB ersetzt.

### Öffentliche Anteilnahme
Am Montag nach dem Unfall ordnete der Ministerpräsident von Nordrhein-Westfalen, Wolfgang Clement, landesweite Trauerbeflaggung an. Neben ihm sprachen Bundeskanzler Gerhard Schröder, Bahnchef Hartmut Mehdorn sowie Vertreter der beiden großen Kirchen in Deutschland den Opfern und Angehörigen ihr Mitgefühl aus.
Am 13. Februar, eine Woche nach dem Unfall, fand ein Gedenkgottesdienst in der Pfarrkirche St. Margareta in Brühl statt. Viele Opfer und Angehörige nahmen an diesem Gottesdienst teil. Neben Bundespräsident Johannes Rau waren auch Ministerpräsident Wolfgang Clement, Bundesverkehrsminister Reinhard Klimmt sowie Bahnchef Mehdorn unter den Anwesenden.

## Aufarbeitung und Reaktionen

### Untersuchung durch das Eisenbahn-Bundesamt
Wie in solchen Fällen üblich, begann das Eisenbahn-Bundesamt bereits kurz nach dem Unfall mit seinen Untersuchungen zur Ursache. Im Verlauf der Untersuchung wurde neben der bekannten Faktenlage, durch die elektronische Fahrtenregistrierung in der Lokomotive gut dokumentiert, besonders die Ausbildung des Triebfahrzeugführers und die Sicherungstechnik der Bahn kritisiert.
Es stellte sich dabei heraus, dass der Triebfahrzeugführer bei der Deutschen Bahn die Ausbildung zum Triebfahrzeugführer ohne Erfolg abgeschlossen hatte. Nach einem Wechsel zur Häfen und Güterverkehr Köln konnte er seine Ausbildung zum Triebfahrzeugführer 1998 erfolgreich beenden und wurde dort zuerst als Streckenlokführer, später als Lokrangierführer mit sporadischen Fahrten auf regionalen Strecken eingesetzt. 1999 wurde er ohne eine erneute Prüfung von der Deutschen Bahn AG übernommen. Eine einwöchige Weiterbildung war zwar bescheinigt, doch stellte sich heraus, dass er stattdessen Tätigkeiten in der Werkstatt ausgeführt hatte. Im Abschlussbericht vom 20. April 2000 wurde die Ausbildung des Triebfahrzeugführers unabhängig von dieser Unstimmigkeit als ausreichend bezeichnet, da die Ausbildung der Häfen und Güterverkehr Köln nach dem Regelwerk der Deutschen Bahn erfolgte.
Weiterhin stellte das Eisenbahn-Bundesamt fest, dass in der Betriebs- und Bauanweisung und im Verzeichnis der Langsamfahrstellen mehrere Fehler enthalten waren. Dies könnte auf die Entscheidung des Triebfahrzeugführers, den Zug weiter zu beschleunigen, begünstigend gewirkt haben. Die Signalisierung an der Unfallstelle wurde laut Eisenbahn-Bundesamt jedoch korrekt ausgeführt.
Zudem wurde festgestellt, dass der Zugfunk gestört war, sodass die vorgesehene Unterrichtung der Triebfahrzeugführer über die beabsichtigte Fahrwegführung durch die Fahrdienstleiterin nicht stattfinden konnte.

### Bundespolitik
Am 16. Februar 2000 fand im Bundestagsausschuss für Verkehr, Bau- und Wohnungswesen eine erste Diskussion zum Thema statt, zu der auch der damalige Vorstandsvorsitzende der Bahn, Hartmut Mehdorn, sowie Hans-Heinrich Grauf (als Vertreter des Eisenbahn-Bundesamts) eingeladen waren. Man einigte sich darauf, erst den Untersuchungsbericht abzuwarten.
Nach Fertigstellung des Abschlussberichts durch das Eisenbahnbundesamt am 20. April 2000 wurde dieser aus Datenschutzgründen jedoch nicht an die Ausschussmitglieder verteilt. Am 11. Juli 2000 teilte die Staatsanwaltschaft Köln mit, dass sie keine Einwände zur Weiterleitung des Berichts an den deutschen Bundestag habe. Trotzdem unterblieb diese; stattdessen wurde eine vierseitige Zusammenfassung herausgegeben.

### Juristische Aufarbeitung
Die Staatsanwaltschaft Köln erhob Anfang 2001 Anklage gegen vier DB-Mitarbeiter. Ihnen wurde fahrlässige Tötung in 9 Fällen sowie fahrlässige Körperverletzung in 149 Fällen zur Last gelegt. Neben dem Triebfahrzeugführer wurden der für die fehlerhafte Geschwindigkeitseintragung (120 statt 40 km/h) zuständige Mitarbeiter sowie zwei Mitarbeiter, die für die Bau- und Betriebsanweisung verantwortlich waren, angeklagt. Die Ermittlungen gegen die verantwortliche Fahrdienstleiterin und einen Betriebsleiter wurden dagegen eingestellt.
Im Prozess machte der Triebfahrzeugführer von seinem Aussageverweigerungsrecht Gebrauch, es wurde allerdings ein umstrittenes Tonband abgespielt, das in der Nacht des Unfalls bei einem Gespräch mit dem DB-Notfallmanager vor Ort entstanden war. Der Triebfahrzeugführer ließ einen zwölfseitigen Brief verlesen, in dem er seine Sicht der Dinge schilderte und sich bei den Opfern entschuldigte. Aus seiner Sicht habe die Signalisierung zusammen mit dem Verzeichnis der Langsamfahrstellen eindeutig eine Geschwindigkeit von 120 km/h zugelassen.
Von den weiteren Angeklagten äußerte sich der 47-jährige Baukoordinator zu den Vorwürfen. Er gab an, bereits bei der Planung der Baustelle sei bei einer Besprechung die unklare und daher gefährliche Signalisierung angesprochen, aber nicht weiter behandelt worden. Am letzten Tag des Prozesses sprachen die Angeklagten gemeinsam in einer Erklärung den Opfern und Angehörigen ihr Mitgefühl aus.
Das Strafverfahren gegen den Triebfahrzeugführer und drei weitere Mitarbeiter der Deutschen Bahn wurde am 25. Oktober 2001 am Landgericht Köln nach 23 Prozesstagen wegen geringer Schuld eingestellt. Die Angeklagten mussten Geldbußen zwischen 7.000 DM und 20.000 DM für wohltätige Zwecke zahlen. Dem Triebfahrzeugführer sei lediglich ein Augenblicksversagen im Rahmen einer Fehlinterpretation anzulasten, die übrigen Angeklagten, denen die verwirrenden Betriebsanweisungen vorgeworfen worden waren, hätten sich, objektiv gesehen, an das Regelwerk gehalten, jedoch die Gefahren nicht erkannt.

### Wirkung in den Medien
Nur gut anderthalb Jahre nach dem ICE-Unfall von Eschede, bei dem 101 Menschen starben, hatte sich wieder ein schwerer Zugunfall ereignet. Die Bilder des verunfallten Triebfahrzeugs im Vorgarten eines Hauses gingen tagelang durch die Medien. Es entwickelte sich eine Debatte um die Ausbildung und die Arbeitsbedingungen der Triebfahrzeugführer, da zum Zeitpunkt des Unfalls im Zuge von Umstrukturierungsmaßnahmen der Deutschen Bahn AG viele Triebfahrzeugführer entlassen wurden und die Arbeitsbelastung der verbleibenden Triebfahrzeugführer stark zunahm. Die Debatte wurde weiter angeheizt, als im Untersuchungsbericht Mängel in der Ausbildung des Triebfahrzeugführers zu Tage traten. Es kam auch die Frage auf, ob Einsparungen im Zuge der Bahnreform von 1994 Auswirkungen auf die Sicherheit im Schienenverkehr haben könnten.